# 烏斯佩尼夫卡 (薩拉塔區)
46°11′3″N 29°51′44″E / 46.18417°N 29.86222°E
烏斯佩尼夫卡（烏克蘭語：Успенівка）是位於烏克蘭西南部的村莊，由敖德萨州裡比爾霍羅德-德涅斯特羅夫斯基區的烏斯佩尼夫卡市鎮負責管轄，並為該市鎮的行政中心。該村始建於1804年，面積2.5平方公里，海拔高度48米，2001年人口2,203。